# Estació de la Floresta (Adif)
|  | Per a l'estació d'FGC de la urbanització de la Floresta a Sant Cugat del Vallès vegeu Estació de la Floresta |

La Floresta és una estació de ferrocarril propietat d'adif situada al municipi de la Floresta, a mig quilòmetre del nucli urbà, a la comarca catalana de les Garrigues. L'estació es troba a la línia Tarragona-Reus-Lleida i hi tenen parada trens de les línies R13 i R14 dels serveis regionals de Rodalies de Catalunya, operat per Renfe Operadora.
Aquesta estació es va posar en funcionament l'any 1874 quan va entrar en servei el tram construït per la Companyia del Ferrocarril de Montblanc a Lleida (posteriorment LRT) entre Vinaixa (1872) i les Borges Blanques.
S'hi accedeix des de la Floresta seguint cap al sud-est la carretera LV-2013, de la Floresta a l'Estació de la Floresta. L'any 2016 va registrar l'entrada de menys de 1.000 passatgers.

## Serveis ferroviaris
| Serveis regionals de Rodalies de Catalunya |                     |       |         |                             |
| Procedència/Destinació                     | <                   | Línia | >       | Procedència/Destinació      |
| Lleida Pirineus                            | Les Borges Blanques |       | Vinaixa | Barcelona-Estació de França |
| Lleida Pirineus                            | Les Borges Blanques |       | Vinaixa | Barcelona-Estació de França |